# Дессау
Дессау (нім. Dessau, в.-луж. Desawa) — місто в Німеччині. У 2007 році шляхом об'єднання міст Дессау та Рослау було створено місто Дессау-Росслау.

## Історія
Дессау вперше згадується в 1213 році. Стає важливим центром в 1570 році, коли було засновано Ангальтське князівство. Дессау став столицею цієї держави Священної Римської імперії. Ангальт розпався в 1603 році, розділившись на чотири — пізніше п'ять — князівств Ангальт. Дессау стає столицею міні-держави Ангальт-Дессауське князівство, що існувала до 1918 року.
Дессау відомий своїм коледжем архітектури Баугаус, що переїхав сюди (1925) після того, як був змушений закритися в Веймарі. Багато відомих художників були викладачами в Дессау в наступні роки, у тому числі Вальтер Гропіус, Пауль Клее та Василь Кандінський. Через тиск нацистів Баугаус закрився в 1931, і відкрився знову тільки в 1986 році.
Місто, у якому розміщувалися заводи з виробництва літаків Junkers, було майже повністю зруйноване після повітряних нальотів союзників у Другій світовій війні 7 березня 1945 року, за шість тижнів до того, як американські війська зайняли місто. Вночі 520 важких британських бомбардувальників «Ланкастер» скинули на густонаселений центр Дессау близько 1700 тонн фугасних і запалювальних бомб. В результаті нападу загинуло близько 700 осіб, знищено 80 % забудованої міської території; в старому місті майже 97 % всіх будівель було повністю зруйновано або незворотно пошкоджено. Історичне місто з його церквами, замками, багатьма громадськими будівлями було майже повністю втрачено. Дуже високий ступінь руйнування тут став результатом комбінованого застосування запальних і фугасних бомб. Потім місто було перебудоване з типовою для НДР бетонно-плитковою архітектурою і стало великим промисловим центром Східної Німеччини, де містився завод із виробництва рефрижераторних вагонів для всього Східного блоку. З об'єднанням Німеччини в 1990 багато історичних будівель було відновлено.
Композитор Курт Вайль народився в Дессау. Дессау також батьківщина філософа Мозеса Мендельсона, і Леопольда I, князя Ангальт-Дессау, прусського фельдмаршала.

## Персоналії
- Курт Вайль (1900—1950) — німецький композитор.

## Світлини

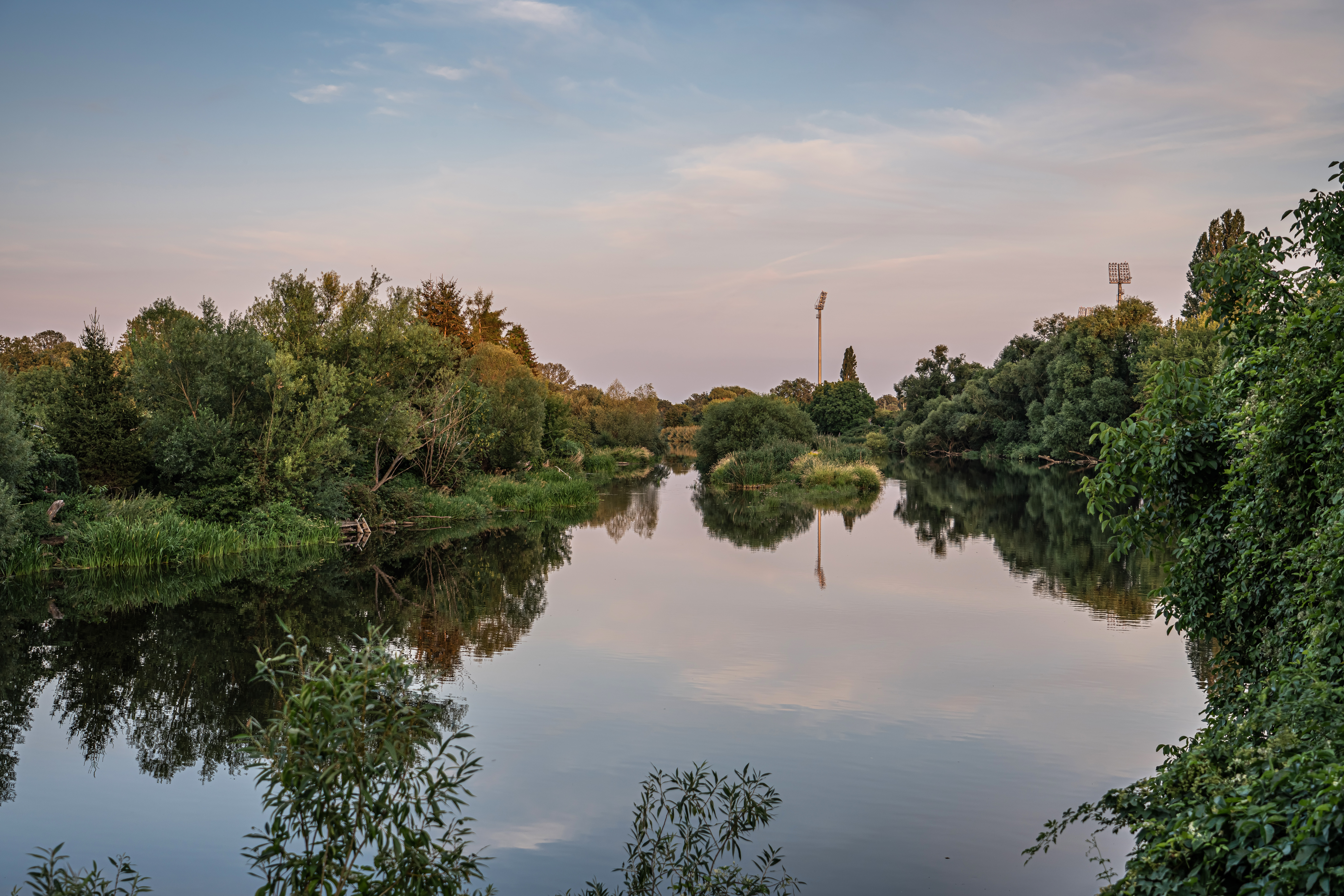
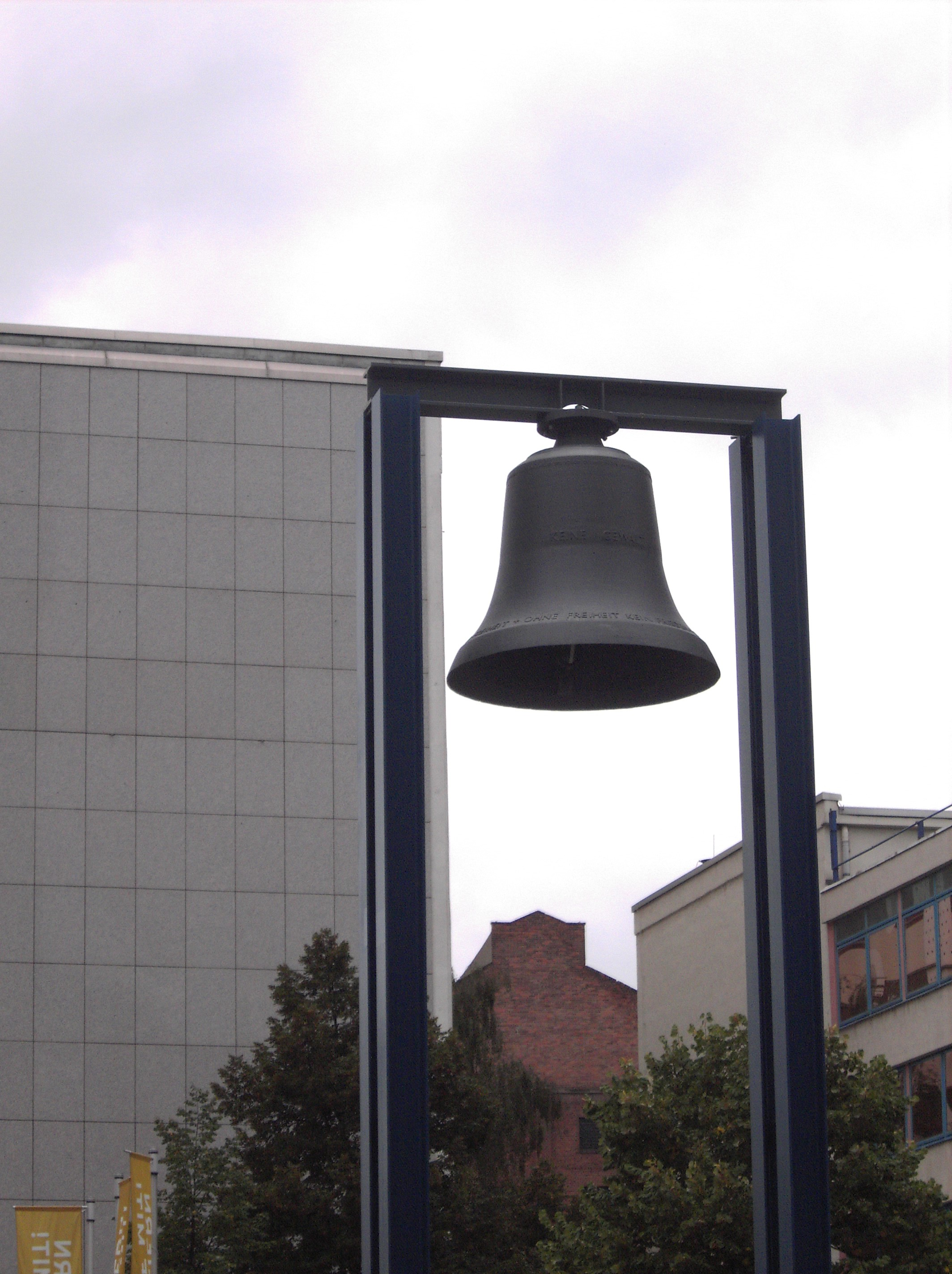
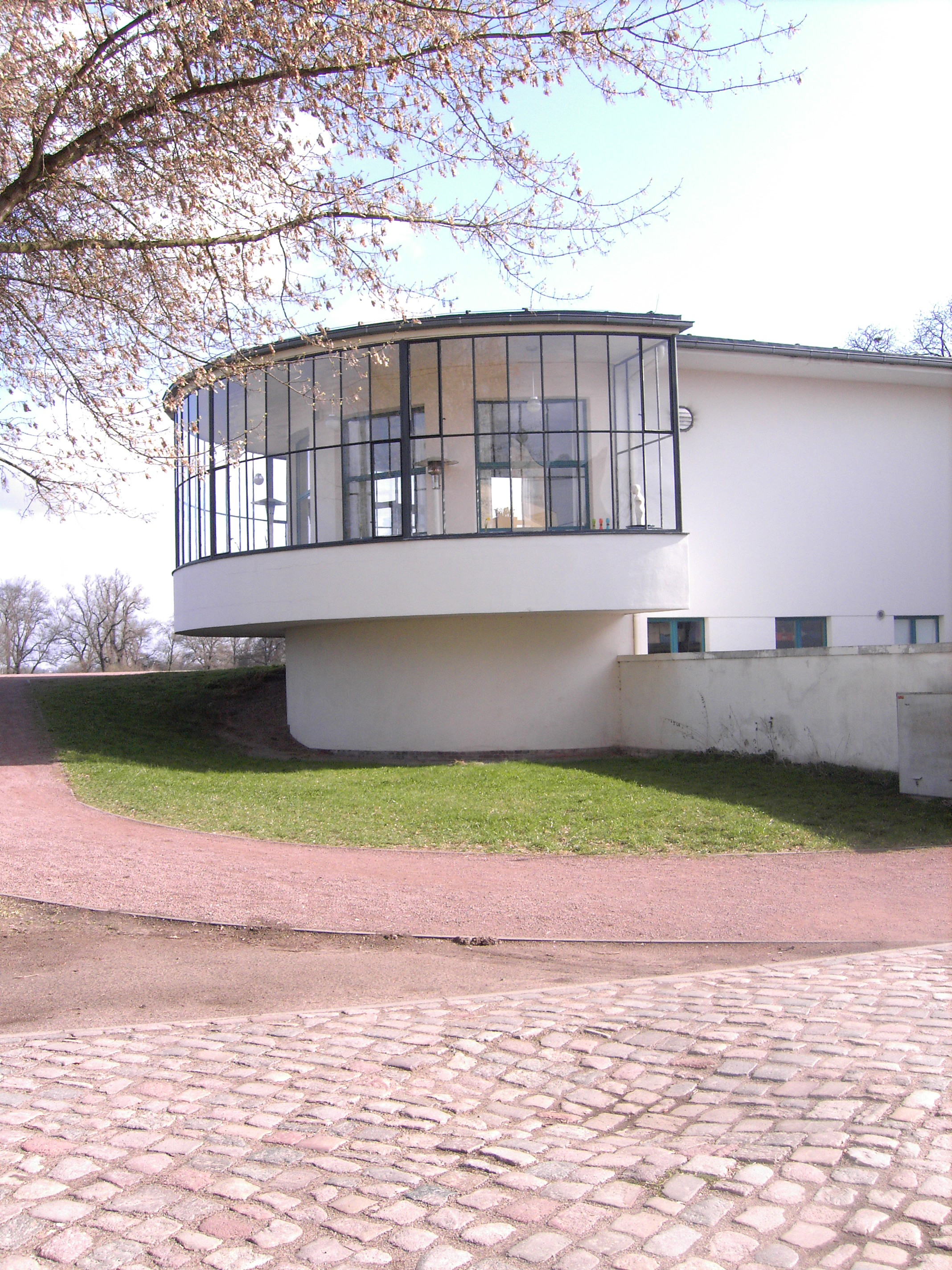
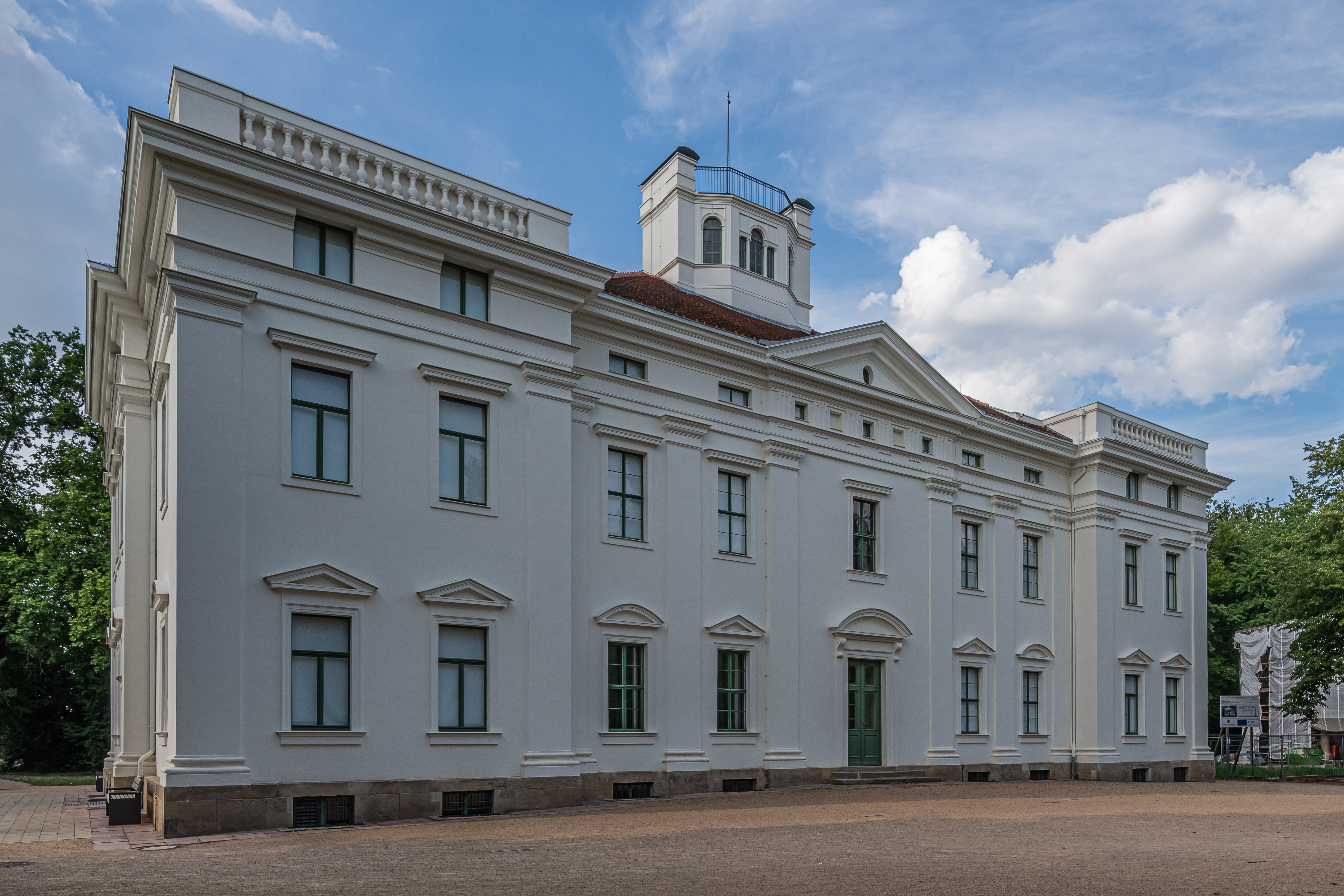
Замок
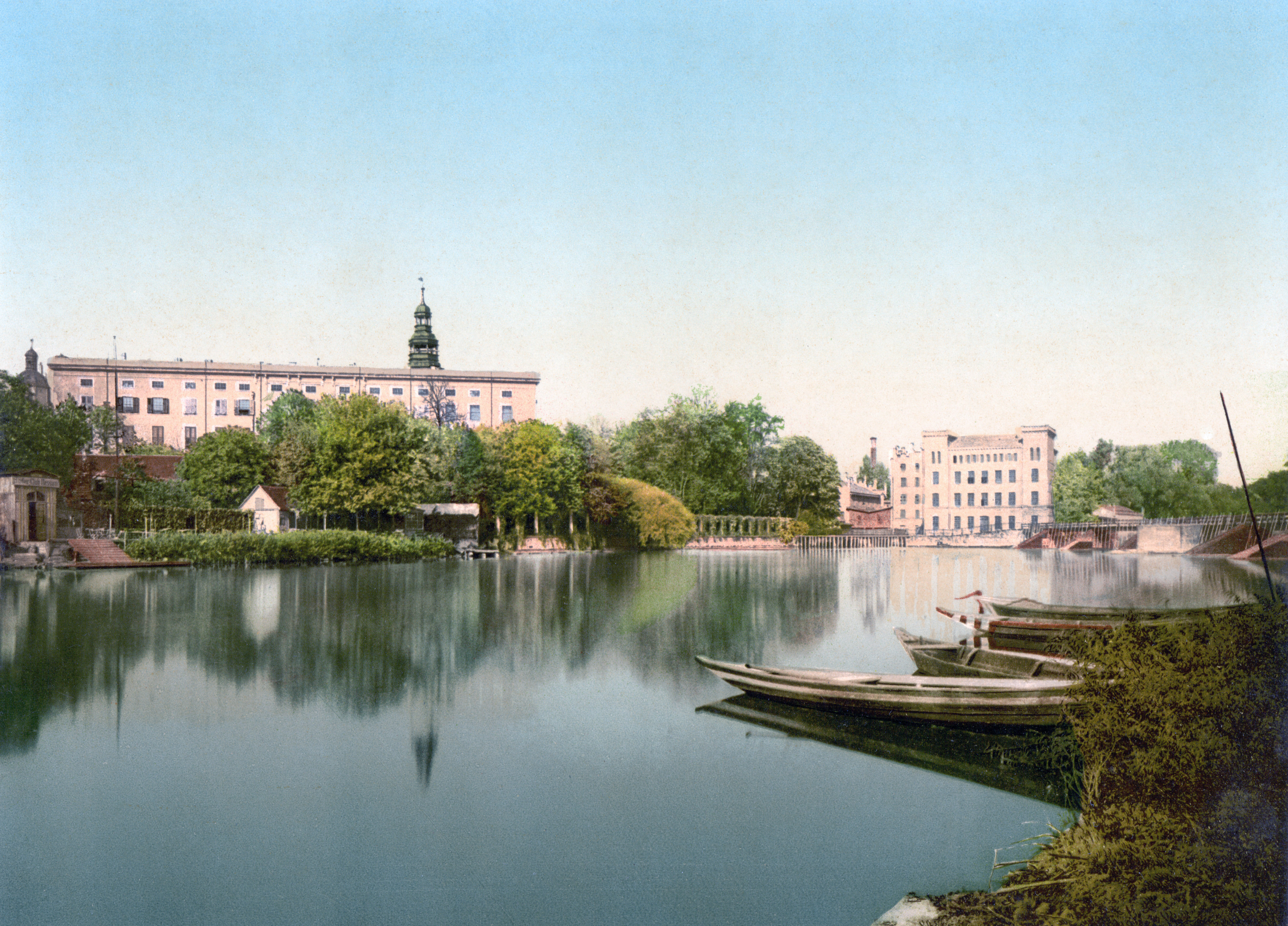
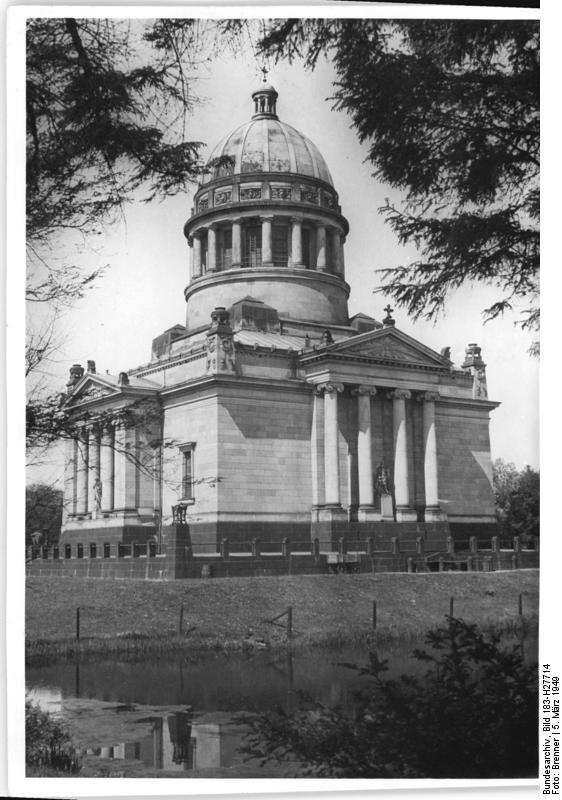
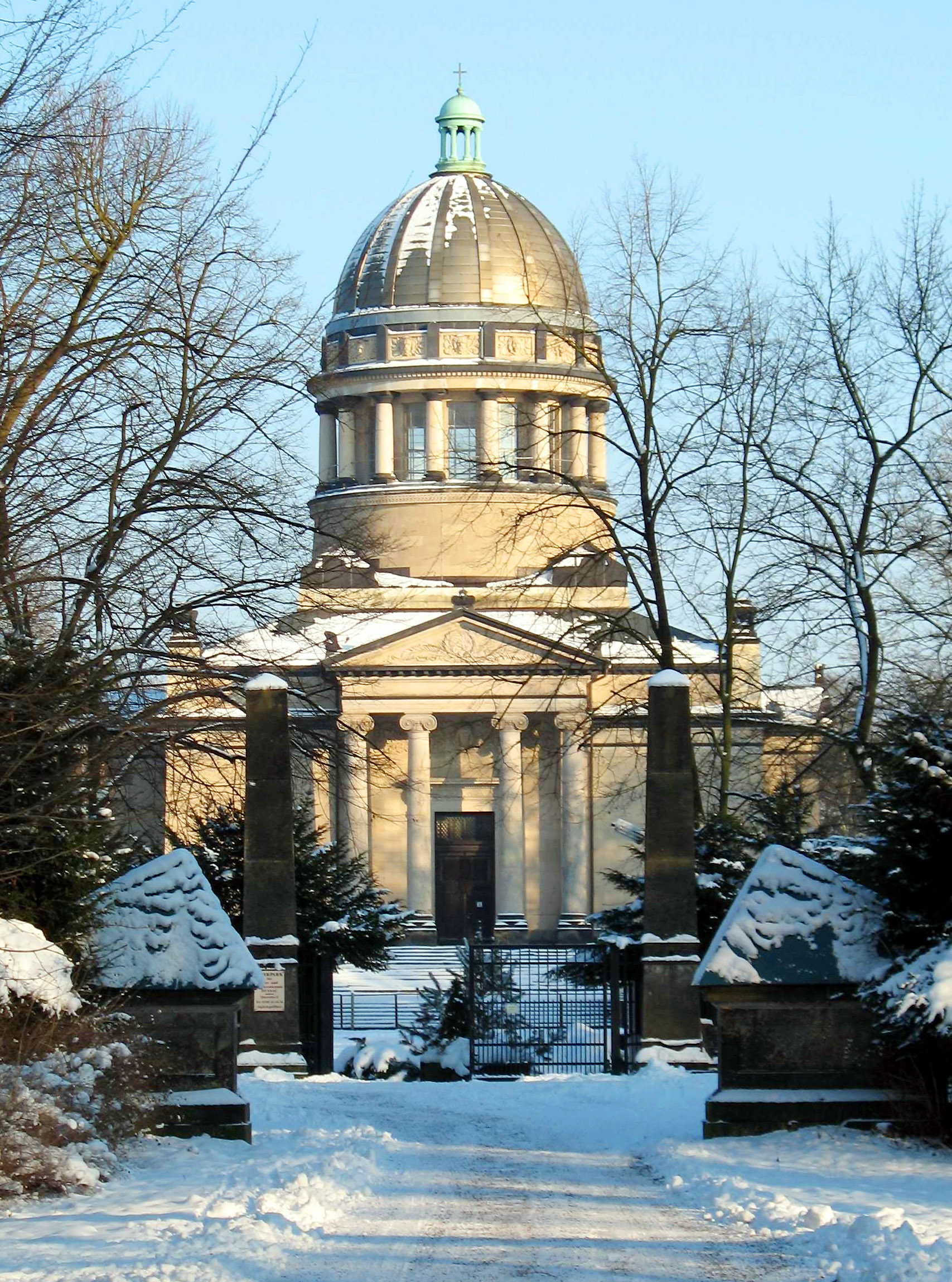